# 馬梅德卡拉
马梅德卡拉（羅馬化：Mamedkala；达尔金语：Мамедкъала）是俄罗斯达吉斯坦共和国的市级镇，属共和国辖市杰尔宾特市，在杰尔宾特西北、共和国首府马哈奇卡拉东南方。高加索公路途经该地。
该地2021年人口有10,844人；2010年人口11,029；2002年人口8,374；1989年人口6,000。